# جيم أونيل
جيم أونيل هو لاعب هوكي الجليد كندي، ولد في 3 أبريل 1913، وتوفي في 17 أكتوبر 1997.

## وصلات خارجية
- جيم أونيل على موقع دوري الهوكي الوطني (الإنجليزية)
- جيم أونيل على موقع EliteProspects.com (الإنجليزية)
- جيم أونيل على موقع HockeyDB.com (الإنجليزية)
- جيم أونيل على موقع Hockey-Reference.com (الإنجليزية)